# Pișurka, Montana
Pișurka (în bulgară Пишурка) este un sat în comuna Medkoveț, regiunea Montana,  Bulgaria. 

## Demografie
Componența etnică a satului Pișurka
     Bulgari (100%)
     Nicio identificare (0%)
     Altele (0%)
La recensământul din 2011, populația satului Pișurka era de 123 locuitori. Din punct de vedere etnic, toți locuitorii erau bulgari.